# Alex Dujshebaev
Alex Dujshebaev Dovichevaeva (* 17. Dezember 1992 in Santander, Kantabrien) ist ein spanischer Handballspieler. Der Linkshänder spielt meist im rechten Rückraum und läuft für den polnischen Verein KS Kielce auf. Der Sohn des zweimaligen Welthandballers Talant Dujshebaev gilt als einer der weltweit besten Handballer auf seiner Position. Sein jüngerer Bruder Daniel ist ebenfalls Profihandballer.

## Karriere

### Verein
Dujshebaev begann in der Jugend von BM Ciudad Real und spielte in der Saison 2009/2010 erstmals in der von seinem Vater trainierten 1. Mannschaft des Vereins, meist auf Rechtsaußen. Am Saisonende verließ er Ciudad Real und schloss sich CB Ciudad de Logroño an. Ab 2012 spielte er für BM Aragón in der spanischen Liga ASOBAL im rechten Rückraum. Im Juni 2013 unterschrieb er einen Vertrag bei Atlético Madrid. Da Atlético kurz darauf seine Mannschaft aus finanziellen Gründen zurückziehen musste, schloss er sich dem mazedonischen Verein RK Vardar Skopje an. Mit Vardar gewann er 2014, 2015, 2016 und 2017 den Pokal, 2015, 2016 und 2017 die Meisterschaft, 2014 und 2017 die SEHA-Liga sowie 2017 die EHF Champions League. In der EHF Champions League 2013/14 unterlag er der SG Flensburg-Handewitt im Viertelfinale aufgrund der Auswärtstorregel. Zuvor schaltete er den Titelverteidiger HSV Hamburg aus. Seit der Saison 2017/18 läuft er für den polnischen Verein KS Kielce auf. Mit Kielce gewann er 2018–2023 die polnische Meisterschaft sowie 2018, 2019, 2021 und 2025 den polnischen Pokal. Im Finale der EHF Champions League 2021/22 unterlag er mit Kielce dem FC Barcelona erst nach Siebenmeterwerfen 35:37. Dujshebaev scheiterte als einziger Schütze. Ein Jahr später verlor er mit Kielce das Endspiel gegen den SC Magdeburg mit 29:30 nach Verlängerung, dabei war er mit acht Toren bester Schütze seiner Mannschaft. Im Sommer 2026 wird er Kielce verlassen.

### Nationalmannschaft
Bei der U21-Weltmeisterschaft 2013 wurde er ins All-Star-Team gewählt.
Alex Dujshebaev debütierte am 3. Januar 2014 in der spanischen Nationalmannschaft. Er stand im erweiterten Aufgebot für die Europameisterschaft 2014, konnte aber auf Grund einer Handverletzung nicht teilnehmen. 2018 und 2020 wurde er mit der spanischen Mannschaft Europameister. Mit der spanischen Auswahl gewann er bei den Olympischen Spielen in Tokio Bronze. Mit der spanischen Auswahl zur Weltmeisterschaft 2023 gewann er ebenfalls die Bronzemedaille, zudem wurde er in das All-Star-Team gewählt. Mit der spanischen Olympiamannschaft 2024 gewann er auch die Bronzemedaille bei den Olympischen Spielen. Er gehörte zum spanischen Aufgebot zur Weltmeisterschaft 2025 (18. Platz).